# Munkásmozgalom
A munkásmozgalom a tőkés termelési viszonyok kialakulásával megszülető bérmunkásság szervezkedése, küzdelme gazdasági és politikai érdekeinek kielégítéséért. Eddigi története során jelentős fejlődésen, differenciálódáson ment keresztül mind céljai, szervezettsége, méretei tekintetében.
Az illegális munkásmozgalom definíció szerint „földalatti” munkásmozgalom. Az egyes országok politikai és kormányzati rendszerétől függött, hogy a munkásmozgalmaknak volt-e, s ha igen, milyen mértékben legális, törvényes működési lehetőségük. A munkásosztály érdekelt volt a legalitás (törvényesség) fennmaradásában, mert harca így kevesebb áldozatot követelt. Az illegális munkásmozgalomnak szigorú biztonsági (konspirációs) szabályai voltak, hogy elkerüljék a szükségtelen véráldozatokat. Illegalitás esetén is törekedtek minden legális lehetőség kihasználására, ezt nevezték Lenin útmutatásai alapján a legális és illegális munkásmozgalom összekapcsolásának.

## A munkásmozgalom kezdetei
A parasztság elűzése az elkerítéssel rákényszerítette az agrármunkásokat, állattenyésztőket a városi munkavégzésre, ahol kiszolgáltatott helyzetük miatt teljesen ellehetetlenültek. A gépi technológiák fejlődésével egyre kevesebb munkásra volt szükség, a relatív elnyomorodás egyre nagyobb lett.
A munkásság egyik első, ösztönös mozgalma a géprombolás és annak sajátos változata a luddizmus volt, mely Angliában az 1810-es években érte el tetőfokát. A gazdasági és társadalmi bajok okozójának a termelési eszközöket tekintették, így céljaik kezdetben a gépek, majd később a gyáripar egészének elpusztítására irányultak.
A munkásmozgalom kezdeteinek erőszakmentes módszerei a különféle testvéri társulások (önsegélyező szervezetek) és szövetkezetek voltak, melyekre utaló források Angliában már 1761-tól megtalálhatók.
A következő lépcsőfok a gazdasági szervezkedés és a sztrájkharc volt. Az első szakszervezetek, az angliai trade-unionok a munkakörülmények javításáért, a munkaidő csökkentéséért, a munkabérek emeléséért, a legális szervezkedés szabadságáért küzdöttek. Angliában első jelentős sikerük a sztrájk- és szakszervezet ellenes törvény 1824-es visszavonása volt.
Az osztályszerveződés következő stádiumát a történelem első munkáspártjának tekinthető szervezet, az angol Nemzeti Chartista Szövetség képezte 1840-es megalakulásakor, mely politikai programmal, kidolgozott szervezeti szabályzattal és országos szervezettel rendelkezett. A chartisták több millió aláírást gyűjtöttek petícióik számára, melyekben többek között követelték az általános választójogot, a titkos szavazást, az egyenlő képviseletet, a vagyoni cenzus eltörlését, a parlament évenkénti megújítását. Egyik nagy sikerük volt, amikor 1847-ben elérték a munkaidő 10 órában való maximálását.

## A Marx előtti szocialista, kommunista nézetek
Az 1789-es nagy francia forradalom idejének utópikus kommunistája, Gracchus Babeuf vezetésével az „Egyenlők Társasága” nevű szervezet meghirdette a „szegények forradalmát a gazdagok ellen”, a burzsoázia uralmának erőszakos megdöntését, a magántulajdon fokozatos megszüntetését és a fogyasztás egyenlőségét biztosító forradalmi diktatúra megteremtését.
Az ún. reakciós szocialisták bírálták a modern polgári társadalmat, s tevékenységük a fejlődés visszafordítására, a korábbi termelési viszonyok visszaállítására irányult. „Egészében véve e nézetek, irányzatok objektíve a legitimizmust (Franciaország), az arisztokráciát (Anglia), az abszolutizmust (német államok) támogatták, reakciósak voltak.”
A konzervatív vagy burzsoá szocialisták irányzata a polgári társadalom fenntartását szolgálta. Reformokkal szándékoztak a társadalmi ellentéteket, ellentmondásokat megoldani, végső soron konzerválni a tőkés társadalmi rendet.
Az utópista szocialisták az előző két irányzatnál sokkal alaposabban elemezték a tőkés rend ellentmondásait, s bírálták annak alapjait is. Legismertebb képviselőik Saint-Simon, Fourier, Owen. Étienne Cabet Owen és Fourier hatására lett utópista kommunista, eszméi Táncsics Mihályra is jelentős hatást gyakoroltak. Sikertelen kísérletet tett, hogy köztulajdonon alapuló kommunista közösséget hozzon létre az USA-ban. Théodore Dézamy „A közösség törvénye” című munkájában kifejtette, hogy a kommunizmus megvalósításához társadalmi forradalom és forradalmi diktatúra szükséges.
Louis Auguste Blanqui és követői a blanquisták lebecsülték a proletár tömegmozgalom szerepét, tevékenységük központi elemét a kisszámú hivatásos forradalmárnak a hatalom erőszakos megragadására irányuló titkos, fegyveres szervezkedése képezte. Mozgalmas élete során részese volt számos sikertelen felkelés szervezésének (1830, 1839, 1848, 1861, 1870) és értük összesen 37 évet töltött börtönben.
Louis Blanc és Pierre-Joseph Proudhon a kispolgári szocialisták képviselői voltak. Blanc a kapitalizmus ellentmondásainak felszámolását az államtól várta. Nézete szerint az állami hitellel felállított társadalmi műhelyekben a munkások szükségleteiknek megfelelő bért kapnának és a piaci versenyben kiszorítanák a tőkés nagyipari vállalatokat. Proudhon ellenben következetesen ellenezte az államot, így az anarchizmusnak is kiindulópontul szolgálhattak nézetei. „Mi a tulajdon?” című művében a jövőt a kisárutermelők állam nélküli, föderatív közösségeként képzelte el. Cserebank létesítését javasolta, amely biztosítaná a munkások kistulajdonossá válását, a szabad, minden függéstől mentes termelői társulások megalakítását.

## A marxizmus létrejötte
A munkásmozgalom történetében fordulópontot jelentett a Marx és Engels által kidolgozott tudományos szocializmus elmélete. Eltérően a polgári kötődésű nézetektől, a marxizmus a munkásosztály érdekeinek legkövetkezetesebb kifejezője volt, az osztályharcot tudományos alapra emelte, s annak sikere érdekében önálló tudományos világnézetet, rendszeres, fejleszthető elméletet dolgozott ki. Ennek következtében viharos gyorsasággal terjedt a munkásosztály soraiban, hatása a polgári értelmiség haladó képviselőit is magával ragadta. Marx és Engels paradigmatikus forradalmi elméletének első jelentős irodalmi megnyilvánulása a Kommunista kiáltvány (1848), szervezetileg pedig a Kommunisták Szövetsége volt.
Történelmileg a korszak legjelentősebb nemzetközi munkásmozgalmi eseménye az 1848. júniusi párizsi munkásfelkelés volt. Ekkor még a marxizmus egy volt a sok egymással versengő munkásmozgalmi irányzat közül, ám ez a helyzet jelentősen megváltozott a Nemzetközi Munkásszövetség (I. Internacionálé, 1864–1876) megalakulásával. Az internacionálé tömörítette a munkásmozgalom számos irányzatát, de a marxizmus egyre dominánsabb pozícióba került a belső viták során. A történelem első – kezdetleges, lokális és rövid ideig tartó – munkáshatalma 1871-ben, a Párizsi Kommün formájában valósult meg, de itt még a marxizmus befolyása alig tapasztalható.
A Kommün bukása után a szocialista munkásmozgalom súlypontja Németországba helyeződött át, s legjelentősebb mérföldköve az 1875-ös gothai egyesítő kongresszus után Németország Szocialista Munkáspártja megalakulása. Ez a párt korának legfejlettebb munkáspártja volt programját és méretét tekintve egyaránt, ezért vezető helyet vívott ki magának a nemzetközi munkásmozgalomban, s a munkásmozgalom legfontosabb nemzetközi szervezetében a II. Internacionáléban (1889–1914), mely a nemzeti keretekben szerveződött politikai munkáspártokat tömörítette.
A századforduló idején jelentős harc bontakozott ki a marxi elméletet felülvizsgálni szándékozó munkásmozgalmi revizionizmus és a forradalmi baloldal erői közt. Ennek az időszaknak legfontosabb történelmi tendenciája a forradalmi munkásmozgalom súlypontjának Oroszországba való áthelyeződése. Ennek az időszaknak legfontosabb eseménye a Lenin vezetésével megalakult, új típusú forradalmi munkáspárt, az ún. bolsevik párt (1903). E fiatal párt fontos harci tapasztalatokat szerzett az 1905–1907-es orosz polgári demokratikus forradalmában, mely az imperializmus korszakának első nagy forradalma volt.

## Az első tartósan fennmaradó munkásállam
A II. Internacionálé pártjainak többsége az első világháború kirobbanásakor honvédő, azaz soviniszta álláspontra helyezkedett, amely az internacionálé széthullását eredményezte. Erre válaszul indult el a zimmerwaldi mozgalom, s az abból kinövő III. Internacionálé. A legfőképpen a munkásosztályt sújtó világháború mérhetetlen szenvedései megsokszorozták a társadalmi elégedetlenséget, s forradalmi munkásmozgalmi hullám söpört végig Európán. Számos országban jött létre a proletariátus diktatúrája, például a Magyarországi Tanácsköztársaság, de megszilárdulni csak Szovjet-Oroszország munkáshatalma tudott. A III., Kommunista Internacionálé (1919–1943) a forradalmi munkásmozgalom erőit egyesítette, míg a jobboldali és centrista irányzatok a Szocialista Munkásinternacionálé (1923–1940) keretein belül működtek.
A két világháború közötti időszakban a nemzetközi munkásmozgalmat ért legnagyobb belső kihívás a nemzetközi forradalmi folyamat megtorpanása során keletkezett. A világ forradalmi munkásmozgalmának vezető erejében szakadás következett be, a Marxizmus–leninizmustól eltérő sztálinista irányzat felülkerekedett a leninizmust folytatni szándékozó trockizmuson, ez utóbbi létrehozta a IV. (trockista) Internacionálét. A külső kihívás a monopoltőkét legagresszívabban védelmező szélsőjobboldali szervezetek és diktatúrák részéről jelentkezett. A szélsőjobboldal ellen a munkásmozgalom a széles körű nép összefogás, a népfrontok politikáját követte, s annak legaktívabb magja volt. A II. világháború alatt létrejött antifasiszta ellenállási mozgalmakban a különféle munkásmozgalmi irányzatok vezető szerepet töltöttek be.

## Az államszocialista világrendszer létrejötte
A fasizmus legyőzése után a Szovjetunió nemzetközi befolyása és tekintélye jelentősen növekedett, s a világháborút követő munkásmozgalmi forradalmi hullám – aktív szovjet támogatással – munkáshatalmak létrejöttét eredményezték a szovjet hadsereg által megszállt országokban és Kínában. Ezzel szocialista világrendszer jött létre, mellyel elkezdődött a két világrendszer politikai, katonai, gazdasági rivalizálása. Mindeközben az emberiség belépett a nukleáris fegyverek korszakába, mely teljesen megváltoztatta az addigi hadviselés egészét, a hadseregekkel egyetemben. Az ötvenes éveket a fokozott nukleáris és hagyományos fegyverkezési verseny, a III. világháború folyamatos fenyegetése, a hidegháború jellemezte. Sztálin halála (1953), majd az SZKP XX. kongresszusát (1956) követő desztalinizáció elindították a sztálinizmus lebontását. A kubai forradalom győzelme és az azt követő rakétaválság egy új korszak, az enyhülés és a két világrendszer békés egymás mellett élése, de egyúttal az államszocialista világrendszeren belüli maoista (geo)politikai szakadás kezdetét is jelentette. A desztalinizációval a szovjet típusú államszocializmus országaiban a munkásdemokrácia foka növekedett, a dogmatizmus megszűntével elkezdődött a „marxizmus reneszánsza”.

## Az államszocialista világrendszer felbomlása
A két világrendszer versenye a 80-as években újabb fordulatot vett, miután a technológiai, gazdasági fejlődés terén a szovjet típusú államszocialista világrendszer országai egyre nagyobb lemaradást produkáltak. E társadalmak munkásmozgalmának forradalmai kudarcot vallottak, a glasznoszty (nyíltság) és a peresztrojka (átépítés) a marxizmus revíziójába, feladásába, s végső soron a tőkés rendszer restaurációjába torkollt (1988–1992). A nemzetközi munkásmozgalom súlypontja ezzel Kínába, Indiába és Latin-Amerikába tevődött át.

## A jelenlegi globális kapitalizmus munkásmozgalma
A globalizálódó munkásmozgalom jelenleg mind elméleti, mind szervezeti tekintetben fordulópont előtt áll, melynek megoldásán teoretikusok, munkásvezetők, munkások milliós világméretű tömegei dolgoznak, hogy lebontsák a korlátokat a globális munkásosztály vagyis az emberiség elsöprő hányadának felszabadulása elől.

## Monográfiák, másodlagos források
- Munkásmozgalom-történeti lexikon. Kossuth Könyvkiadó, 1976.
- A nemzetközi munkásmozgalom története 1830–1945. Szerkesztők: Csonka Rózsa és Harsányi Iván. Kossuth Könyvkiadó, 1973.
- A nemzetközi munkásmozgalom története 1945–1974. Szerkesztők: Harsányi Iván és Szántó György. Kossuth Könyvkiadó, 1975.
- Eric Hobsbawm: A forradalmak kora. (1789–1848) Kossuth Könyvkiadó, 1988.
- Szabó András György: A marxizmus története a munkásmozgalom kezdeteitől 1917-ig. I. A marxizmus kialakulása. Kossuth Könyvkiadó, 1987.
- E. P. Thompson: Az angol munkásosztály születése. Osiris Kiadó. Budapest, 2007.
- Államszocializmus. Értelmezések – viták – tanulságok. Szerkesztette: Krausz Tamás és Szigeti Péter. L'Harmattan–Eszmélet Alapítvány. Budapest, 2007.
- Mészáros István: A tőkén túl. I–IV. L'Harmattan–Eszmélet Alapítvány. Budapest, 2008–2010.